# Рума
Рума је градско насеље у Србији и седиште истоимене општине у Сремском управном округу. Према попису из 2022. било је 27.747 становника.

## Име
Питање значења имена Рума за сада није решено. Највероватније се ради речи оријенталног порекла која је у ове крајеве дошла са Турцима, али се не искључује и могућност да датира из још старијих времена.
Насеље са именом Рума први пут се помиње у Сремском дефтеру из 1546. године. Рума је тада била село средње величине, разбацано дуж обала Борковачког потока. Становници су били Срби, који су се бавили земљорадњом и сточарством, а турским властима плаћали порез.

## Географија
Рума се налази у близини јужних обронака Фрушке горе, на надморској висини од 111 метара. Карактеришу је равничарска конфигурација терена, плодна земља и питоми, идилични пејзажи централног Срема.
Недостатак већег воденог тока успешно су надокнађивала три румска потока (Борковачки, Кудошки и Јеленачки), који су нашли место и у грбу града, а почетком седамдесетих година је у непосредној близини Руме изграђено и вештачко Борковачко језеро, које се акумулира из истоименог потока.

## Историја

### Настанак
Почеци организованог живота људских заједница на широј територији Руме, датирају још из праисторије. О томе сведоче бројни археолошки налази праисторијских насеља, од којих је свакако најзначајнији археолошки локалитет Гомолава код села Хртковци у румској општини. Први познати становници ових крајева били су припадници разних илирских и келтских народа (Амантини, Бреуци, Скордисци...).
На размеђу две ере, као весник новог доба, у Срем је по први пут дошла римска освајачка војска. Током година, све бројнији војни логори на овом подручју, полако су се претварали у насеља. Домородачко становништво је постепено губило своја етничка обележја и прихватало римску културу. Срем је постао једна од најважнијих пограничних римских покрајина, са Сирмијумом као једном од престоница Римског царства и завичајем неколико римских царева (Деције Трајан, Максимијан, Аурелијан, Проб...). На територији Руме се није налазило неко веће римско насеље, али је зато констатовано више пољопривредних имања, тзв. вила рустика (villae rusticae).
У време Сеобе народа (од III века па надаље) разни германски народи, затим Хуни, Авари и Словени уништили су римску културу на овом тлу. Више векова након тога Срем је постао поприште сукоба Франака, Бугара, Византије и Мађара, који су сваки на неко време држали Срем под својом влашћу.

### Рума
После мира у Пожаревцу 1718. године, део Срема у којем се налазила и Рума за наредних 200 година припао је Хабзбуршкој монархији. Када је 1745. године у Срему успостављена Војна крајина, којој је припала и Митровица, барон Марко Пејачевић је одлучио да изгради ново седиште свог властелинства. Определио се за терен у непосредној близини села Руме. Тако је 1746. године на месту данашње Руме почело да ниче ново урбано насеље, са широким и правим улицама, које су се секле под правим углом.
Први становници су били Срби — из околних места и села Руме, као и Немци — досељеници из немачких држава. Иако су се бавили различитим занимањима — од земљорадње до занатства и трговине — сви становници су били слободни људи, што је за оно време била значајна привилегија. Такође, и сама Рума је имала статус слободне вароши — Трговишта, са правом на одржавање неколико годишњих вашара и недељних пијаца. Већ 1747. године (10. октобра) одржан је први вашар у Руми уз учешће великог броја трговаца и занатлија са свих страна. 1. јануара 1749. године барон Марко Пејачевић, на скупштини мештана, дао је Руми тзв. „Слободницу”, којом је она и званично постала привилеговано насеље, са својим грбом и печатом. Сваки пунолетни становник Руме добијао је грађанско писмо, којим је уврштаван у ред румских грађана, са свим правима и обавезама које су из тога проистицале.

### XX век
Период уочи Првог светског рата било је време убрзаног привредног и друштвеног развоја града. Рума добија изглед правог градског насеља. Многи планови су, међутим, остали нереализовани избијањем Првог светског рата. Тада су се многи Румљани нашли у рату који их је водио против њихове словенске браће, те су зато масовно напуштали војску или избегавали мобилизацију. Непосредно по завршетку рата, у Руми је 24. новембра одржана скупштина, на којој су се делегати из целог Срема изјаснили за присаједињење Срема Србији.
Тренд развоја, донекле успорен у ратним годинама, настављен је током 20-их и 30-их година овог века. Отварају се трговине, занатске и мануфактурне радионице, оснивају се банке, отварају биоскопи, у неколико штампарија се штампају књиге и новине које прате политички, привредни, културни и спортски живот града. Иако је Рума по свој економској снази (највећа житна пијаца у Краљевини Југославији) и културном нивоу њених житеља већ одавно спадала у ред градова, званично је тај статус добила тек 1933. године.
Други светски рат Рума је дочекала као једно од средишта немачке националне мањине у Војводини. Уласком немачке војске у Руму, априла 1941. године, у граду је установљена окупаторска власт. Упркос томе многи Румљани су се налазили, најпре на оближњој Фрушкој гори, а касније и широм земље, дајући свој допринос антифашистичкој борби. Ослобођење града, 27. октобра 1944. године, Рума је дочекала са знатно смањеним бројем становника, јер је већи део припадника немачке националне мањине уочи ослобођења напустио град.

## Демографија
У насељу Рума живи 25.987 пунолетних становника, а просечна старост становништва износи 39,3 година (37,8 код мушкараца и 40,6 код жена). У насељу има 10891 домаћинство, а просечан број чланова по домаћинству је 2,95.
Ово насеље је углавном насељено Србима (према попису из 2002. године), а у последња три пописа, примећен је пораст у броју становника.
|             | \| Демографија[1] \| Демографија[1] \| Демографија[1] \| \| Година \| Становника \| Становника \| \| -------------- \| -------------- \| -------------- \| \| 1948. \| 14.001 \| \| \| 1953. \| 15.619 \| \| \| 1961. \| 19.446 \| \| \| 1971. \| 23.933 \| \| \| 1981. \| 27.699 \| \| \| 1991. \| 28.582 \| 28.173 \| \| 2002. \| 32.229 \| 33.377 \| \| 2011. \| 30.076 \| \| \| 2022. \| 27.747 \| \| |            |
| Демографија | |            |
| Година      | Становника | Становника |
| 1948.       | 14.001 |            |
| 1953.       | 15.619 |            |
| 1961.       | 19.446 |            |
| 1971.       | 23.933 |            |
| 1981.       | 27.699 |            |
| 1991.       | 28.582 | 28.173     |
| 2002.       | 32.229 | 33.377     |
| 2011.       | 30.076 |            |
| 2022.       | 27.747 |            |

| Етнички састав према попису из 2022.‍ | Етнички састав према попису из 2022.‍ | Етнички састав према попису из 2022.‍ | Етнички састав према попису из 2022.‍ | Етнички састав према попису из 2022.‍ |
| ------------------------------------ | ------------------------------------ | ------------------------------------ | ------------------------------------ | ------------------------------------ |
|                                      |                                      |                                      |                                      |                                      |
| Срби                                 | Срби                                 |                                      | 24.001                               | 86,65%                               |
| Хрвати                               | Хрвати                               |                                      | 548                                  | 1,97%                                |
| Роми                                 | Роми                                 |                                      | 329                                  | 1,18%                                |
| Мађари                               | Мађари                               |                                      | 273                                  | 0,98%                                |
| Југословени                          | Југословени                          |                                      | 188                                  | 0,67%                                |
| остало                               | остало                               |                                      | 280                                  | 1,01%                                |
| непознато                            | непознато                            |                                      | 2.128                                | 7,67%                                |

| Етнички састав према попису из 2002.‍ | Етнички састав према попису из 2002.‍ | Етнички састав према попису из 2002.‍ | Етнички састав према попису из 2002.‍ | Етнички састав према попису из 2002.‍ |
| ------------------------------------ | ------------------------------------ | ------------------------------------ | ------------------------------------ | ------------------------------------ |
|                                      |                                      |                                      |                                      |                                      |
| Срби                                 | Срби                                 |                                      | 28.032                               | 86,97%                               |
| Хрвати                               | Хрвати                               |                                      | 1.027                                | 3,18%                                |
| Југословени                          | Југословени                          |                                      | 709                                  | 2,19%                                |
| Мађари                               | Мађари                               |                                      | 362                                  | 1,12%                                |
| Роми                                 | Роми                                 |                                      | 249                                  | 0,77%                                |
| Црногорци                            | Црногорци                            |                                      | 79                                   | 0,24%                                |
| Македонци                            | Македонци                            |                                      | 77                                   | 0,23%                                |
| Муслимани                            | Муслимани                            |                                      | 41                                   | 0,12%                                |
| Словаци                              | Словаци                              |                                      | 35                                   | 0,10%                                |
| Немци                                | Немци                                |                                      | 35                                   | 0,10%                                |
| Албанци                              | Албанци                              |                                      | 35                                   | 0,10%                                |
| Словенци                             | Словенци                             |                                      | 30                                   | 0,09%                                |
| Украјинци                            | Украјинци                            |                                      | 20                                   | 0,06%                                |
| Чеси                                 | Чеси                                 |                                      | 9                                    | 0,02%                                |
| Русини                               | Русини                               |                                      | 8                                    | 0,02%                                |
| Бугари                               | Бугари                               |                                      | 8                                    | 0,02%                                |
| Руси                                 | Руси                                 |                                      | 5                                    | 0,01%                                |
| Буњевци                              | Буњевци                              |                                      | 3                                    | 0,00%                                |
| Бошњаци                              | Бошњаци                              |                                      | 3                                    | 0,00%                                |
| Румуни                               | Румуни                               |                                      | 2                                    | 0,00%                                |
| непознато                            | непознато                            |                                      | 754                                  | 2,33%                                |

| \| \| м \| \| \| ж \| \| ? \| 63 \| \| \| 70 \| \| 80+ \| 169 \| \| \| 420 \| \| 75—79 \| 272 \| \| \| 584 \| \| 70—74 \| 539 \| \| \| 783 \| \| 65—69 \| 795 \| \| \| 996 \| \| 60—64 \| 827 \| \| \| 982 \| \| 55—59 \| 724 \| \| \| 749 \| \| 50—54 \| 1.308 \| \| \| 1.326 \| \| 45—49 \| 1.429 \| \| \| 1.511 \| \| 40—44 \| 1.235 \| \| \| 1.333 \| \| 35—39 \| 1.005 \| \| \| 1.121 \| \| 30—34 \| 1.019 \| \| \| 1.042 \| \| 25—29 \| 1.132 \| \| \| 1.171 \| \| 20—24 \| 1.220 \| \| \| 1.191 \| \| 15—19 \| 1.122 \| \| \| 1.102 \| \| 10—14 \| 960 \| \| \| 947 \| \| 5—9 \| 834 \| \| \| 830 \| \| 0—4 \| 719 \| \| \| 699 \| \| Просек : \| 37,8 \| \| \| 40,6 \| |       |  |  |       |
| |       |  |  |       |
| | м     |  |  | ж     |
| ? | 63    |  |  | 70    |
| 80+ | 169   |  |  | 420   |
| 75—79 | 272   |  |  | 584   |
| 70—74 | 539   |  |  | 783   |
| 65—69 | 795   |  |  | 996   |
| 60—64 | 827   |  |  | 982   |
| 55—59 | 724   |  |  | 749   |
| 50—54 | 1.308 |  |  | 1.326 |
| 45—49 | 1.429 |  |  | 1.511 |
| 40—44 | 1.235 |  |  | 1.333 |
| 35—39 | 1.005 |  |  | 1.121 |
| 30—34 | 1.019 |  |  | 1.042 |
| 25—29 | 1.132 |  |  | 1.171 |
| 20—24 | 1.220 |  |  | 1.191 |
| 15—19 | 1.122 |  |  | 1.102 |
| 10—14 | 960   |  |  | 947   |
| 5—9 | 834   |  |  | 830   |
| 0—4 | 719   |  |  | 699   |
| Просек : | 37,8  |  |  | 40,6  |

| Година пописа     | 1948. | 1953. | 1961. | 1971. | 1981. | 1991. | 2002.  |
| ----------------- | ----- | ----- | ----- | ----- | ----- | ----- | ------ |
| Број домаћинстава | 3.858 | 4.507 | 5.605 | 7.381 | 9.152 | 9.320 | 10.891 |

| Број чланова      | 1     | 2     | 3     | 4     | 5   | 6   | 7   | 8  | 9 | 10 и више | Просек |
| ----------------- | ----- | ----- | ----- | ----- | --- | --- | --- | -- | - | --------- | ------ |
| Број домаћинстава | 2.030 | 2.563 | 2.321 | 2.620 | 834 | 370 | 104 | 32 | 5 | 12        | 2,95   |

| Пол    | Укупно | Неожењен/Неудата | Ожењен/Удата | Удовац/Удовица | Разведен/Разведена | Непознато |
| ------ | ------ | ---------------- | ------------ | -------------- | ------------------ | --------- |
| Мушки  | 12.859 | 3.955            | 7.909        | 552            | 416                | 27        |
| Женски | 14.381 | 3.061            | 8.027        | 2.465          | 808                | 20        |
| УКУПНО | 27.240 | 7.016            | 15.936       | 3.017          | 1.224              | 47        |

| Пол    | Укупно                    | Пољопривреда, лов и шумарство | Рибарство                            | Вађење руде и камена | Прерађивачка индустрија       |
| ------ | ------------------------- | ----------------------------- | ------------------------------------ | -------------------- | ----------------------------- |
| Мушки  | 6.188                     | 667                           | 3                                    | 3                    | 1.455                         |
| Женски | 4.716                     | 264                           | 0                                    | 1                    | 1.516                         |
| Укупно | 10.904                    | 931                           | 3                                    | 4                    | 2.971                         |
|        |                           |                               |                                      |                      |                               |
| Пол    | Производња и снабдевање   | Грађевинарство                | Трговина                             | Хотели и ресторани   | Саобраћај, складиштење и везе |
| Мушки  | 243                       | 637                           | 679                                  | 150                  | 763                           |
| Женски | 90                        | 130                           | 795                                  | 168                  | 140                           |
| Укупно | 333                       | 767                           | 1.474                                | 318                  | 903                           |
|        |                           |                               |                                      |                      |                               |
| Пол    | Финансијско посредовање   | Некретнине                    | Државна управа и одбрана             | Образовање           | Здравствени и социјални рад   |
| Мушки  | 50                        | 107                           | 490                                  | 284                  | 86                            |
| Женски | 111                       | 103                           | 267                                  | 393                  | 430                           |
| Укупно | 161                       | 210                           | 757                                  | 677                  | 516                           |
|        |                           |                               |                                      |                      |                               |
| Пол    | Остале услужне активности | Приватна домаћинства          | Екстериторијалне организације и тела | Непознато            | Непознато                     |
| Мушки  | 243                       | 2                             | 0                                    | 326                  | 326                           |
| Женски | 176                       | 3                             | 1                                    | 128                  | 128                           |
| Укупно | 419                       | 5                             | 1                                    | 454                  | 454                           |

## Саобраћај
Поред Руме су увек пролазиле главне саобраћајне комуникације, повезујући је са већим градским центрима у њеном суседству (Београд, Нови Сад, Шабац). У непосредној близини насеља се налазе међународни ауто-пут Е70, крак коридора 10, а река Сава је удаљена свега 10 km од града.

## Култура
Културни живот у граду се одвија под окриљем неколико установа културе. У Културном центру, Завичајном музеју и Градској библиотеци се редовно одржавају биоскопске и позоришне представе, концерти, промоције књига, ликовне изложбе и друге културне манифестације међу којима је најзначајнија Фестивал музичких друштава Војводине.
Најзначајнију улогу у културно — уметничком животу младих у Руми игра Омладински савет Руме. То је савез организација које се баве младима: Одред извиђача Рума, Градско позориште Рума, Књижевна омладина општине Рума, Друштво за борбу против рака општине Рума и Удружење ликовних стваралаца општине Рума.

## Привреда
Највећи број становништва је запослен у индустрији и пољопривреди. Као традиционално пољопривредни регион Рума и данас поседује солидну основу за развој ове делатности, било кроз индивидуални сектор, било кроз одговарајуће индустријске гране (прехрамбена, кожарска, дрвна, индустрија пољопривредне пнеуматике).
Рума, такође, има и дугу традицију у трговини, а у том погледу је свакако најпознатији румски вашар који се одржава сваког трећег у месецу. Нажалост, занатство, које је некада такође било заштитни знак Руме, постепено замире и пресељава се у историју.
У Руми је 2015. почела са радом фабрика меморијске пене "HealthCare Europe".

## Спорт
Спорт и рекреација заузимају значајно место у животу Румљана. Поред бројних терена за фудбал, рукомет, кошарку, тенис и друго, у центру града се налази и модеран Спортски центар „Срце Срема”, капацитета 2.500 посетилаца, са свим садржајима карактеристичним за један овакав објекат. У њему се одржава већина спортских дворанских такмичења у разним спортовима. Олимпијски базен димензија 50 m × 25 m (чија је почетна дубина 2,20 m, а на средини 2,5 m), има део предвиђен за скокове у воду дубине 4,80 m. Ту је и мали базен (димензија око 18 m x 7,5 m × 0,8 m) на Борковцу. Дечји базен је дугачак близу 18 m, а дубина му је 0,8 m.

## Образовање
Бригу о образовању и васпитању млађих нараштаја преузеле су четири основне школе ("Змај Јова Јовановић", „Душан Јерковић”, „Вељко Дугошевић” и „Иво Лола Рибар"), три стручне школе (средња стручна школа „Бранко Радичевић”, техничка школа „Миленко Брзак — Уча” и средња стручна школа „Стеван Петровић — Бриле") и Гимназија „Стеван Пузић”, као и предшколска установа „Полетарац”, са више објеката.

## Познате личности
- Василије Пантелић глумац
- Душан Радовић, глумац
- Aлександар Берчек, глумац
- Антун Ломбајер, аутор прве „Историје хирургије” на српско-хрватском
- Атанасије Стојковић, научник и књижевник
- Атанасије Теодоровић, први професор Српске Лицеје
- Борислав Богдановић, сликар
- Димитрије Матић, политичар и адвокат
- Др Жарко Миладиновић, политичар и министар у влади Краљевине СХС
- Јован Ђуричић Биорац, трговац и велепоседник
- Јован Пантелић, сликар
- Др Јован Радивојевић, политичар, дунавски бан
- Константин Пантелић, сликар
- Павле Вујовић, професор Београдског универзитета
- Радован Кошутић, филолог
- Стјепко Гут, музичар
- Теодор Тоша Андрејевић, музичар
- Теодор Филиповић (Божа Грујовић), први секретар „правитељствујушћег совјета” у Карађорђевој Србији
- Славко Араницки, правник и политичар
- Александар Мартиновић, доктор права и политичар

## Градови побратими
- Арзамас
- Берзенбрик

## Галерија
- Кућа у Змај Јовиној улици
- Биста Јована Јовановића Змаја у Руми
- Римокатоличко гробље у Руми са капелом породице Ташнер
- Римокатоличко гробље у Руми
- Римокатоличко гробље у Руми (детаљ)
- Римокатоличко гробље у Руми, детаљ капеле породице Ташнер
- Детаљ капеле породице Ташнер